# 1970: The Complete Fun House Sessions
1970: The Complete Fun House Sessions – siódmy album amerykańskiej grupy The Stooges wydany w 1999 roku. Wydawnictwo (siedmiopłytowe – 7 CD) składa się z kompletnego zapisu sesji do płyty Fun House (1970).

## Lista utworów

### CD 1
1. "Fun House" (tape glitch fragment)  – 0:22
2. "studio dialogue"  – 0:39
3. "1970" (incomplete)  – 1:51
4. "studio dialogue"  – 0:20
5. "1970 take 1"  – 7:04
6. "1970 take 2"  – 3:05
7. "studio dialogue"  – 0:30
8. "1970 take 3"  – 7:35
9. "1970 take 4"  – 6:02
10. "studio dialogue"  – 0:14
11. "Loose" (demo)  – 1:14
12. "studio dialogue"  – 0:06
13. "1970 take 5"  – 5:48
14. "Loose take 1" (labeled as I'm Loose) (false start)  – 1:37
15. "Loose take 2"  – 3:41
16. "Down On The Street take 1"  – 2:05
17. "studio dialogue"  – 0:12
18. "Loose take 3"  – 3:45
19. "Down On The Street take 2" (false start)  – 3:31
20. "Down On The Street take 3" (false start)  – 0:21
21. "studio dialogue"  – 0:34
22. "See That Cat" (T.V. Eye)  – 5:15
23. "studio dialogue"  – 0:11
24. "1970 take 1"  – 6:27
25. "Fun House take 1"  – 10:23
26. "studio dialogue"  – 0:09
27. "Lost In The Future" (false start)  – 0:27
28. "studio dialogue"  – 0:08
29. "Lost In The Future" (false start)  – 1:10

### CD 2
1. Lost In The Future TAKE 1  – 5:42
2. STUDIO DIALOGUE  – 0:11
3. Lost In The Future TAKE 2 [FALSE START]  – 1:22
4. Lost In The Future TAKE 3  – 4:35
5. STUDIO DIALOGUE  – 0:15
6. Loose TAKE 1  – 3:38
7. STUDIO DIALOGUE  – 0:19
8. 1970 TAKE 1  – 6:18
9. Loose TAKE 2  – 3:41
10. Loose TAKE 3 [FALSE START]  – 0:26
11. STUDIO DIALOGUE  – 0:32
12. Loose TAKE 4  – 3:38
13. STUDIO DIALOGUE  – 0:14
14. Loose TAKE 5  – 3:39
15. STUDIO DIALOGUE  – 0:08
16. Loose TAKE 6  – 3:43
17. Loose TAKE 7 [FALSE START]  – 1:10
18. Loose TAKE 9  – 3:41
19. Loose TAKE 11  – 3:41
20. Loose TAKE 12  – 3:42
21. Loose TAKE 13  – 3:47
22. Loose TAKE 14  – 3:42
23. Loose TAKE 15  – 3:42
24. Slide [Slidin' The Blues]  – 4:35
25. STUDIO DIALOGUE  – 0:12
26. Loose TAKE 16  – 3:44
27. Loose TAKE 17 [FALSE START]  – 0:27
28. Loose TAKE 18 [FALSE START]  – 1:00
29. Loose TAKE 19  – 3:38

### CD 3
1. Loose TAKE 20  – 3:42
2. STUDIO DIALOGUE  – 0:20
3. Loose TAKE 21 [FALSE START]  – 3:15
4. STUDIO DIALOGUE  – 0:44
5. Loose TAKE 22  – 3:40
6. STUDIO DIALOGUE  – 0:14
7. Loose TAKE 23  – 3:42
8. Loose TAKE 24  – 3:44
9. Loose TAKE 25 [FALSE START]  – 3:14
10. Loose TAKE 26 [FALSE START]  – 1:59
11. STUDIO DIALOGUE  – 0:13
12. Loose TAKE 27  – 3:38
13. Loose TAKE 28  – 3:34
14. Down On The Street TAKE 1  – 3:57
15. Down On The Street TAKE 2  – 4:11
16. Down On The Street TAKE 3  – 4:08
17. Down On The Street TAKE 4  – 4:15
18. STUDIO DIALOGUE  – 0:07
19. Down On The Street TAKE 5  – 4:14
20. STUDIO DIALOGUE  – 0:19
21. Down On The Street TAKE 6  – 4:23
22. Down On The Street TAKE 7 [FALSE START]  – 0:21
23. Down On The Street TAKE 8  – 4:16
24. Down On The Street TAKE 9 [FALSE START]  – 0:25
25. Down On The Street TAKE 10  – 4:25
26. Down On The Street TAKE 11 [FALSE START]  – 0:41
27. STUDIO DIALOGUE  – 0:27
28. Down On The Street TAKE 12 [FALSE START]  – 1:23
29. Down On The Street TAKE 13  – 4:01
30. Down On The Street TAKE 14 [FALSE START]  – 2:11
31. Down On The Street TAKE 15  – 3:42

### CD 4
1. T V Eye TAKE 1  – 5:21
2. T V Eye TAKE 2 [FALSE START]  – 4:29
3. Slide [Slidin' The Blues]  – 1:00
4. T V Eye TAKE 3  – 5:29
5. T V Eye TAKE 4 [FALSE START]  – 0:33
6. T V Eye TAKE 5  – 5:55
7. T V Eye TAKE 6  – 5:43
8. STUDIO DIALOGUE  – 0:26
9. T V Eye TAKE 7  – 5:21
10. T V Eye TAKE 8  – 5:21
11. STUDIO DIALOGUE  – 0:17
12. T V Eye TAKE 9  – 4:17
13. T V Eye TAKE 10 [FALSE START]  – 0:12
14. T V Eye TAKE 11  – 4:16
15. T V Eye TAKE 12  – 4:46
16. T V Eye TAKE 13  – 4:17
17. T V Eye TAKE 14  – 4:40
18. STUDIO DIALOGUE  – 0:17
19. 1970 TAKE 1  – 5:28
20. STUDIO DIALOGUE  – 0:13
21. 1970 TAKE 2  – 5:19
22. STUDIO DIALOGUE  – 0:10
23. 1970 TAKE 3  – 5:09

### CD 5
1. 1970 TAKE 4  – 5:44
2. STUDIO DIALOGUE  – 0:23
3. 1970 TAKE 5  – 5:24
4. 1970 TAKE 6 [FALSE START]  – 1:00
5. 1970 TAKE 7  – 5:44
6. 1970 TAKE 8  – 5:15
7. Fun House TAKE 1 [FALSE START]  – 3:09
8. Fun House TAKE 2  – 10:15
9. Fun House TAKE 3  – 11:19
10. STUDIO DIALOGUE  – 0:39
11. Fun House TAKE 4  – 8:21
12. Fun House TAKE 5  – 7:45
13. STUDIO DIALOGUE  – 0:38
14. Dirt TAKE 1  – 7:29
15. Dirt TAKE 2  – 7:04

### CD 6
1. Dirt TAKE 3  – 7:03
2. STUDIO DIALOGUE  – 0:29
3. Dirt TAKE 4  – 7:06
4. Dirt TAKE 5  – 6:38
5. Dirt TAKE 6  – 6:37
6. Dirt TAKE 7 [FALSE START]  – 0:44
7. Dirt TAKE 8  – 6:51
8. Dirt TAKE 9  – 6:55
9. Dirt TAKE 10  – 7:07
10. Dirt TAKE 11 [FALSE START]  – 0:07
11. Dirt TAKE 12  – 7:00  – 7:02
12. Freak [Later Titled L A Blues] TAKE 1  – 17:24
13. Freak [Later Titled L A Blues] TAKE 2  – 4:55

### CD 7
1. Down On The Street [MONO SINGLE EDIT]  – 2:42
2. I Feel Alright (1970) [MONO SINGLE EDIT]  – 3:18